# Information parodique

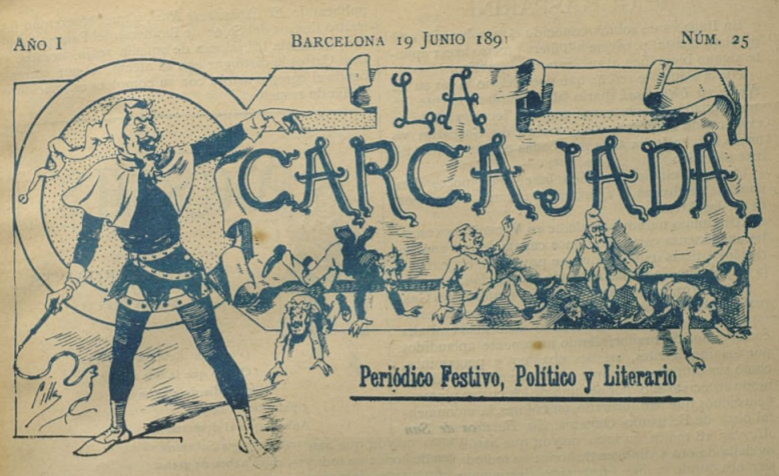
Entête du journal satirique espagnol "La Carcajada"

 (septembre 2019).
Si vous disposez d'ouvrages ou d'articles de référence ou si vous connaissez des sites web de qualité traitant du thème abordé ici, merci de compléter l'article en donnant les références utiles à sa vérifiabilité et en les liant à la section « Notes et références ».
L'information parodique est un registre humoristique dont le support imite celui des médias d'information, mais qui diffuse un contenu décalé, sarcastique ou canularesque, parfois sans annoncer son intention parodique de manière ostentatoire. La confusion crée parfois des situations plus drôles que prévu lorsque le public se laisse prendre. L'information parodique est sans doute aussi ancienne que les médias d'information, mais elle a acquis une nouvelle dimension récemment avec internet, où il est relativement facile, avec peu de moyens (blog, mais aussi réseaux sociaux), d'imiter de manière crédible des sources existantes.

## Presse écrite
Le journal The Sun, de New York, a publié, en 1835, une série d'articles appelée aujourd'hui The Great Moon Hoax (le grand canular lunaire), qui, sous la signature (fallacieuse) de l'astronome John Herschel, racontait la découverte de la vie sur la Lune . Ce canular rencontra un grand succès, éclipsant un autre, l'Aventure sans pareille d'un certain Hans Pfaall, publié la même année par le jeune Edgar Allan Poe.
Avant de devenir un célèbre romancier sous le nom de Mark Twain, Samuel Clemens a plus d'une fois profité de son emploi de reporter de presse pour publier des canulars qui ont souvent été tenus pour des vérités et lui ont même attiré des problèmes. On lui attribue (de manière ironiquement apocryphe) cette réflexion : Un mensonge peut avoir parcouru la moitié de la Terre alors que la vérité en est encore à mettre ses chaussures.
En France, le groupe Jalons, qui a commencé par la parodie d'action syndicale étudiante au cours des années 1970, principalement animé par des membres de la famille Tellenne (Karl Zéro, Basile de Koch, Raoul Rabut, Daisy d'Errata et Frigide Barjot) s'est fait connaître par des fausses manifestations et des pastiches de titres de la grande presse tels que Le Monde (Le Monstre, en 1985), Libération (L'Aberration), Le Figaro (Le Figagaro), Points de vue images du monde (Coins de rue images immondes), France Dimanche (Franche Démence), etc. Le seul titre pour lequel Jalons a été poursuivi en justice est Fientrevue, une parodie du mensuel Entrevue, accusé de contrefaçon, plagiat et parasitisme par le groupe Hachette Filipacchi Médias, qui réclamait plus d'un million d'euros en dédommagement. Après une dizaine d'années, Jalons a finalement été relaxé. Filipacchi avait pourtant été l'éditeur d'un titre parodique historique, Infos du Monde, paru en kiosque de  1994 à 1998, qui s'inspirait du tabloïd américains Weekly World News et qui a servi d'inspiration à un des premiers sites français d'information parodique, L'Informeur.
De nombreux titres réputés sérieux de la presse écrite publient des canulars le 1er avril de chaque année.

## Cinéma
En 1934, la Metro-Goldwyn-Mayer a diffusé une série d'une dizaine de courts-métrages intitulés Goofy Movies, parmi lesquels Wotaphony Newsreel un pastiche des actualités cinématographiques qui, tout en employant un ton sérieux et en s'appuyant sur des séquences documentaires réelles, tenait un propos humoristique.
Il existe au cinéma, comme à la télévision, une tradition de documentaires parodiques, ou documenteurs, qui s'inspirent de la forme des documentaires et reprennent leur ton sérieux pour diffuser des informations parodiques. Par exemple Zelig (Woody Allen, 1983), biographie fictive d'un homme-caméléon des années 1930, ou Dark Side of the Moon (William Karel, 2002), qui affirmait que l'alunissage d'Apollo 11 était une imposture réalisée par Stanley Kubrick pour le compte de CIA.

## Radio
En 1934, au cours de l'émission de variétés Kraft Music Hall, l'animateur Dean Taylor a annoncé l'annulation de la saison de baseball. En 1938, Orson Welles a produit une adaptation radiophonique du roman La Guerre des Mondes, d'H. G. Wells, qui prenait la forme de flashs d'information radiophoniques. Bien que l'on ait beaucoup exagéré l'impact véritable de cette émission sur son public, de nombreux auditeurs semblent avoir effectivement cru suivre en direct une invasion martienne.
La radio britannique a développé une grande tradition de programmes d'information parodique, avec notamment diverses émissions diffusées par BBC Radio 4 : On the Hour (1991-1992), The Way It Is (1998-2001), Listen Against (depuis 2007) et Down the Line (2006-2013).
Au Canada, l'émission This is That, diffusée avec succès sur CBC Radio depuis 2010, est comparée à l'esprit de The Onion.
Aux Pays-Bas, Ronflonflon avec Jacques Plafond, produit par Wim T. Schippers, a été diffusé sur la Radio 1 de la VPRO de 1984 à 1991. Toujours sur VPRO Radio 1, George van Houts et Pieter Bouwman ont animé Radio Bergeijk, entre 2001 et 2007 puis entre 2010 et 2012.

## Télévision
Depuis les années 1960, il existe de nombreux pastiches d'émissions télévisées d'information sur une base régulière ou exceptionnelle. L'émission That Was the Week That Was, créée en 1962 sur la BBC puis adaptée au public américain en 1964 sur NBC avec le même présentateur, David Frost. Le principe n'a cessé de rencontrer le succès depuis, notamment aux États-Unis avec le sketch Laugh-in look at the news du Rowan & Martin's Laugh-In (1968-1973) à nouveau sur NBC, qui lui-même continué à partir de 1975 par le sketch Weekend Update du Saturday Night Live, toujours sur la même chaîne et sans interruption pendant plus de quarante ans.
That Was the Week That Was a servi de modèle à de nombreuses autres émissions dans le monde, telles que : This Hour Has Seven Days (CBC, de 1964 à 1966), au Canada, qui mélangeait parodie et journalisme sérieux et qui a été annulée après avoir été accusée d'influencer politiqument son public. L'émission This Hour Has 22 Minutes, créée par Mary Walsh en 1992 et toujours diffusée aujourd'hui, n'est pas liée à This Hour Has Seven Days. En Australie, The Mavis Bramston Show (1964-1968). En Nouvelle-Zélande, A Week Of It (1977-1979). Aux Pays-Bas, Zo is het toevallig ook nog's een keer (1963-1966), qui fit scandale notamment en parodiant une prière religieuse. En Inde, The Week That Wasn't, présenté par Cyrus Broacha.
Parmi les émissions d'information parodique américaines récentes populaires se trouvent The Daily Show, sur Comedy Central, avec Jon Stewart, ainsi que The Colbert Report, par Stephen Colbert. Une étude de l'Annenberg Public Policy Center de l'université de Pennsylvanie, effectuée en 2004, a démontré que les spectateurs des émissions parodiques nocturnes, et notamment du Daily Show, étaient mieux informés des positions politiques et de la carrière des candidats aux élections présidentielles que la moyenne. La chaîne Fox News tente de produire un équivalent conservateur à ces émissions d'humour avec The 1/2 Hour News Hour (2007), qui doit être annulé après quelques mois et est remplacé aussitôt par Red Eye, qui existe toujours, créé par Greg Gutfeld, qui se décrit comme libertarien.
Hors des États-Unis, les émissions de Chris Morris The Day Today (1994), dont seul le caractère loufoque permet de savoir qu'il ne s'agit pas de véritables sujets d'information télévisés, ainsi que Brass Eye (1997), qui fait un retour jugé scandaleux en 2001 avec une émission intégralement consacrée à railler la couverture médiatique de la pédophilie, sont notables. Chris Morris est aussi le réalisateur du film We Are Four Lions (2010) qui raconte l'odyssée loufoque d'un groupe terroriste en Grande-Bretagne, et reprend le cadrage à l'épaule des reportages télévisés.
Broken News (six épisodes en 2005), sur BBC Two, produit un effet comique par la simple confrontation d'extraits de véritables séquences issues de chaînes d'information en continu. The Late edition, de Marcus Brigstocke, est inspiré du Daily Show américain, tout comme El Bernameg, en Égypte, présenté par Bassem Youssef depuis la révolution égyptienne, en 2011.
En Belgique, le docu-fiction Bye Bye Belgium, diffusé le 13 décembre 2006 sur la RTBF et présenté comme un flash spécial d'information, explorait les conséquences d'une partition du pays après la déclaration d'indépendance de la Flandre. Bien que la diffusion de l'émission ait été assortie, après une demi-heure de diffusion, d'un bandeau signalant son caractère fictionnel, un sondage a établi que 6 % des téléspectateurs croyaient encore à la véracité des informations après la fin du programme qui a d'abord provoqué la panique (jusque dans les ambassades étrangères), la stupeur et même la colère, avant que l'initiative soit finalement majoritairement soutenue.

## Internet
Du fait de sa longévité et de la pérennité de son modèle économique, la référence de l'information parodique en ligne est le site The Onion, d'abord né sur papier en 1988 et adapté sur le web en 1996. Outre les articles en ligne qui lui ont donné sa popularité, The Onion produit des vidéo d'information d'aspect professionnel. On trouve des sites équivalents dans le monde entier : El Manchar en Algérie, El Koshary Today en Égypte (2008), News That Matters Not en Inde (2009), The Pan-Arabia Enquirer au Moyen-Orient et Zaytung en Turquie (2010), Bopress au Maroc, etc. Certains portent sur des sujets très spécialisés tels que Hollywood Leek (cinéma) ou Sports pickle (sport).
En France, un des premiers sites spécialisés dans le domaine est sans doute L'Examineur, créé par Frédéric Royer, ancien membre de la rédaction d'Infos du monde et actif de décembre 1999 à novembre 2003.
En janvier 2005, des participants à l'image board 4chan ont créé l'Uncyclopedia, un pastiche de Wikipédia qui s'appuie sur le même logiciel de publication, MediaWiki et animé par la même philosophie « libriste » puisque ses articles sont publiés sous licence Creative Commons. Uncyclopedia existe à présent dans 79 langues. La version francophone, Désencyclopédie, a été créée par des blogueurs québécois en juin 2005.
À partir de 2012, la référence française dans le domaine est le site Le Gorafi, créé par Pablo Mira et Sébastien Liebus. On compte aussi Franche Info,  Le Journal des Infos ou encore Nordpresse en Belgique.
Il est possible aussi de citer le groupe d'activistes et artistes RTMark (dont le nom est à la fois « registred trademark » et « art mark ») qui ont réalisé plusieurs canulars, notamment en ligne dès les débuts du World Wide Web, comme la création d'un faux-site de campagne de George Bush ou un autre qui permettait aux électeurs de vendre leurs votes aux plus offrant. RTMark est à l'origine du duo Yes Men (Jacques Servin et Igor Vamos), qui utilisent de nombreux médias, notamment Internet, pour monter des canulars sophistiqués et destinés à faire réfléchir à des sujets géopolitiques et géoéconomiques. Une de leurs réussites les plus célèbres est d'être apparus sur BBC World, où Jacques Servin s'est fait passer pour un porte-parole officiel de la société Dow Chemicals, qui annonçait que la société responsable de la catastrophe de Bhopal s'apprêtait enfin à en dédommager les victimes. La véritable Dow Chemicals, dont l'action a aussitôt perdu plus de 4 %, et dont la capitalisation a été réduite de deux milliards de dollars, a alors dû émettre un communiqué officiel affirmant qu'elle n'avait aucune intention d'assumer les dégâts causés par l'usine Union Carbide de Bhopal. Certains ont reproché aux Yes Men d'avoir donné une fausse-joie aux victimes de Bhopal, mais c'est la société Dow qui s'est attiré le plus de commentaires négatifs avec cette affaire. Ce canular, comme d'autres visant Exxon, BP, Halliburton, etc., utilise le pastiche de médias divers : presse écrite, télévision en studio, et sites web permettant d'abuser les organisateurs de conférences ou les médias. Le pastiche de site web n'est alors pas le but, mais un outil pour y parvenir.